# Marcipa catoxantha
Marcipa catoxantha är en fjärilsart som beskrevs av Holland 1894. Marcipa catoxantha ingår i släktet Marcipa och familjen nattflyn. Inga underarter finns listade i Catalogue of Life.